# 五纹松鼠
五纹松鼠（学名：Callosciurus quinquestriatus）为松鼠科丽松鼠属的动物，分布在缅甸北部和邻近的中国云南。该物种的模式产地在云南盈江县蚌西。

## 亚种
- 五纹松鼠指名亚种（学名：Callosciurus quinquestriatus quinquestriatus），Anderson于1871年命名。在中国大陆，分布于云南（盘江）等地。该物种的模式产地在云南盈江蚌西。[3]
- 五纹松鼠滇西亚种（学名：Callosciurus quinquestriatus sylvester），Thomas于1926年命名。在中国大陆，分布于云南（西南部）等地。该物种的模式产地在云南瑞丽江与怒江的分水岭。[4]

## 保护
本种于2023年被收录入《有重要生态、科学、社会价值的陆生野生动物名录》。